# Paris Masters 2018
Il Paris Masters 2018, ufficialmente Rolex Paris Masters 2018 per motivi di sponsorizzazione, è stato un torneo di tennis giocato sul cemento indoor. È stata la 46ª edizione del Paris Masters, che fa parte della categoria ATP Tour Masters 1000 nell'ambito dell'ATP World Tour 2018. È stato l'ultimo torneo ATP della stagione prima delle ATP Finals. Il torneo si è giocato al Palais omnisports de Paris-Bercy di Parigi, in Francia, dal 29 ottobre al 4 novembre 2018.

## Partecipanti

### Teste di serie
| Nazionalità | Giocatore          | Ranking* | Testa di serie |
| ----------- | ------------------ | -------- | -------------- |
| Spagna      | Rafael Nadal       | 1        | 1              |
| Serbia      | Novak Đoković      | 2        | 2              |
| Svizzera    | Roger Federer      | 3        | 3              |
| Germania    | Alexander Zverev   | 5        | 4              |
| Croazia     | Marin Čilić        | 7        | 5              |
| Austria     | Dominic Thiem      | 8        | 6              |
| Sudafrica   | Kevin Anderson     | 6        | 7              |
| Stati Uniti | John Isner         | 9        | 8              |
| Bulgaria    | Grigor Dimitrov    | 10       | 9              |
| Giappone    | Kei Nishikori      | 11       | 10             |
| Croazia     | Borna Ćorić        | 13       | 11             |
| Regno Unito | Kyle Edmund        | 15       | 12             |
| Italia      | Fabio Fognini      | 14       | 13             |
| Grecia      | Stefanos Tsitsipas | 16       | 14             |
| Argentina   | Diego Schwartzman  | 19       | 15             |
| Stati Uniti | Jack Sock          | 23       | 16             |

* Ranking al 22 ottobre 2018.

### Altri partecipanti
I seguenti giocatori hanno ricevuto una wild card per il tabellone principale:
- Pierre-Hugues Herbert
- Ugo Humbert
- Jo-Wilfried Tsonga

I seguenti giocatori sono passati dalle qualificazioni:

- Peter Gojowczyk
- Robin Haase
- Feliciano López
- Nicolas Mahut
- Benoît Paire
- João Sousa

Il seguente giocatore è entrato in tabellone come lucky loser:
- Matthew Ebden

### Ritiri
Prima del torneo
- Chung Hyeon → sostituito da  Jérémy Chardy
- Juan Martín del Potro → sostituito da  Márton Fucsovics
- Kyle Edmund → sostituito da  Matthew Ebden
- David Goffin → sostituito da  Gilles Simon
- Nick Kyrgios → sostituito da  Frances Tiafoe
- Rafael Nadal → sostituito da  Malek Jaziri

Durante il torneo
- Damir Džumhur
- Matthew Ebden
- Márton Fucsovics
- John Millman
- Milos Raonic

## Campioni

### Singolare
Karen Chačanov ha battuto in finale  Novak Đoković con il punteggio di 7–5, 6–4.
- È il quarto titolo in carriera per Chačanov, il terzo della stagione.

### Doppio
Marcel Granollers /  Rajeev Ram hanno battuto in finale  Jean-Julien Rojer /  Horia Tecău con il punteggio di 6–4, 6–4.